# Schistidium streptophyllum
Schistidium streptophyllum là một loài Rêu trong họ Grimmiaceae. Loài này được (Sull.) Herzog mô tả khoa học đầu tiên năm 1916.